# Djurleïta
La djurleïta és un mineral de la classe dels sulfurs que forma part del grup de la calcocita-digenita. Fou anomenada l'any 1962 per Eugene Holloway Roseboom, Jr. en honor del Dr. Seved Djurle, professor de química a la Universitat d'Uppsala, el qual va sintetitzar l'equivalent al mineral abans que fos descobert.

## Classificació
Segons la classificació de Nickel-Strunz, la djurleïta pertany a «02.BA.05: sulfurs metàl·lics amb proporció M:S > 1:1 (principalment 2:1) amb coure, plata i/o or», juntament amb els minerals següents: calcocita, geerita, roxbyita, anilita, digenita, bornita, bellidoita, berzelianita, athabascaïta, umangita, rickardita, weissita, acantita, mckinstryita, stromeyerita, jalpaïta, selenojalpaïta, eucairita, aguilarita, naumannita, cervel·leïta, hessita, chenguodaita, henryita, stützita, argirodita, canfieldita, putzita, fischesserita, penzhinita, petrovskaïta, petzita, uytenbogaardtita, bezsmertnovita, bilibinskita i bogdanovita. Segons la classificació de Dana, el mineral forma part del grup 2.4.7.2 (sulfurs).

## Característiques
La djurleïta és un sulfur de fórmula química Cu31S16. Cristal·litza en el sistema monoclínic. La seva duresa a l'escala de Mohs és 2,5 a 3. És molt similar a la calcocita; per a diferenciar-los calen anàlisis de raigs X.

## Formació i jaciments
Es troba en zones d'enriquiment secundari en dipòsits de coure. Ha estat descrita en tots els continents.
Als territoris de parla catalana ha estat descrita a la mina Calabona (L'Alguer, Sardenya) i a la mina Eureka (La Torre de Cabdella, Pallars Jussà).